# Élections générales néo-écossaises de 2021
Les élections générales néo-écossaises de 2021 ont lieu le 17 aout 2021 afin d'élire pour quatre ans les députés de l'Assemblée législative de la Nouvelle-Écosse.
Le scrutin aboutit à une alternance avec la victoire surprise du Parti progressiste-conservateur mené par Tim Houston sur le Parti libéral du premier ministre Iain Rankin.

## Contexte

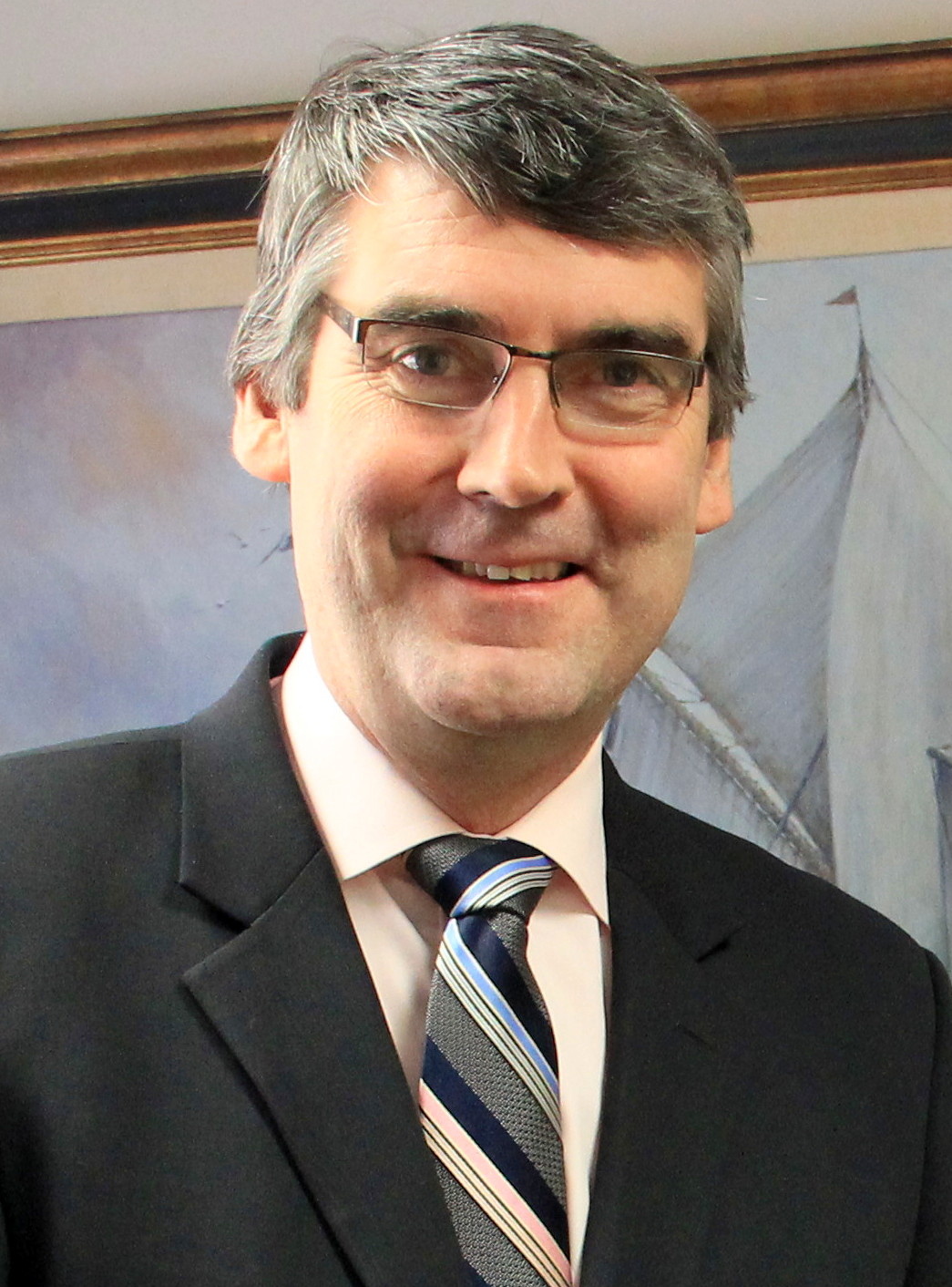
Stephen McNeil

Lors des élections générales de mai 2017, malgré un recul, le parti libéral du premier ministre sortant Stephen McNeil remporte le scrutin, permettant à ce dernier de continuer à disposer d'un gouvernement majoritaire. L'échec des progressiste-conservateur amène leur dirigeant Jamie Baillie à se retirer, au profit de Tim Houston, qui est élu à la tête du parti le 27 octobre 2018.
Entretemps, le 6 août 2020, Stephen McNeil annonce son retrait de la vie politique après dix sept ans passés à s'y consacrer, dont sept en tant que premier ministre. Sa démission est suivie le 6 février 2021 de l'élection de Iain Rankin à la tête du parti libéral. Ce dernier prête serment en tant que 29e premier ministre le 23 février, avant de convoquer le 17 juillet suivant des élections générales pour le 17 août,,.
Organisé dans le contexte de la pandémie de Covid-19, le scrutin voit le nombre de votes par anticipation plus que doubler par rapport à 2017, avec 60 684 votes de ce type à dix jours des élections contre 26 857 votes en 2017 à la même période.

## Système électoral
L'Assemblée législative de la Nouvelle-Écosse est composée de 55 sièges pourvus pour quatre ans au scrutin uninominal majoritaire à un tour dans autant de circonscriptions électorales. 
Le nombre de sièges à pourvoir était de 51 aux précédentes élections.

## Forces en présence
| Parti politique | Parti politique                                               | Idéologie                                         | Chef              | Députés      | Députés            | Députés   |
| Parti politique | Parti politique                                               | Idéologie                                         | Chef              | Élus en 2017 | A la disso- lution | Candidats |
| --------------- | ------------------------------------------------------------- | ------------------------------------------------- | ----------------- | ------------ | ------------------ | --------- |
|                 | Parti libéral Liberal Party (LIB)                             | Centre Libéralisme                                | Iain Rankin       | 27           | 24                 | 55        |
|                 | Parti progressiste-conservateur Progressive Conservative (PC) | Centre droit Conservatisme, libéral-conservatisme | Tim Houston       | 17           | 17                 | 55        |
|                 | Nouveau Parti démocratique New Democratic Party (NPD)         | Centre gauche Social-démocratie                   | Gary Burrill      | 7            | 5                  | 55        |
|                 | Parti vert Green party (Verts)                                | Gauche Écologisme, progressisme                   | Jessica Alexander | 0            | 0                  | 43        |
|                 | Atlantica Atlantica Party                                     | Droite Libéralisme classique                      | Jonathan Dean     | 0            | 0                  | 16        |
|                 | Indépendants                                                  | Indépendants                                      | Indépendants      | 0            | 3                  | 6         |
|                 | Vacant                                                        | Vacant                                            | Vacant            | 0            | 2                  | –         |
| Total           | Total                                                         | Total                                             | Total             | 51           | 55                 | 230       |

## Sondages
Pour des raisons techniques, il est temporairement impossible d'afficher le graphique qui aurait dû être présenté ici.

## Résultats
|                           |                                      |         |       |      |        |               |  |  |  |
| Parti                     | Parti                                | Votes   | %     | +/–  | Sièges | +/–           |  |  |  |
|                           | Parti progressiste-conservateur (PC) | 162 478 | 38,43 | 2,7  | 31     | 14            |  |  |  |
|                           | Parti libéral (Lib)                  | 155 027 | 36,67 | 2,80 | 17     | 10            |  |  |  |
|                           | Nouveau Parti démocratique (NPD)     | 88 521  | 20,94 | 0,57 | 6      | 1             |  |  |  |
|                           | Parti vert (Verts)                   | 9 042   | 2,14  | 0,63 | 0      | en stagnation |  |  |  |
|                           | Parti Atlantica (PA)                 | 1 023   | 0,24  | 0,17 | 0      | en stagnation |  |  |  |
|                           | Indépendants                         | 4 960   | 1,17  | 1,06 | 1      | 1             |  |  |  |
|                           |                                      |         |       |      |        |               |  |  |  |
| Votes valides             | Votes valides                        | 421 051 | 99,60 |      |        |               |  |  |  |
| Votes blancs et invalides | Votes blancs et invalides            | 1 707   | 0,40  |      |        |               |  |  |  |
| Total                     | Total                                | 422 758 | 100   | –    | 55     | 4             |  |  |  |
| Abstention                | Abstention                           | 336 583 | 44,33 |      |        |               |  |  |  |
| Inscrits / participation  | Inscrits / participation             | 759 341 | 55,67 |      |        |               |  |  |  |

## Analyse et conséquences
A la surprise générale, les élections voient la victoire du Parti progressiste-conservateur qui remporte la majorité absolue des sièges. Son dirigeant Tim Houston remplace Iain Rankin au poste de premier ministre. Le scrutin est remarqué pour la victoire de l'opposition, là où l'ensemble des élections provinciales canadiennes organisées au cours de la pandémie de Covid-19 avait vu la victoire du parti au pouvoir. Ce résultat intervient dans le contexte de la convocation d'élections fédérales anticipées par le premier ministre libéral Justin Trudeau,.
Pour la première fois depuis 1988, un siège est remporté par un candidat sans étiquette, avec la victoire de l'ancienne membre du Parti progressiste-conservateur Elizabeth Smith-McCrossin dans la circonscription de Cumberland North.